# Manuel Rodríguez Villegas
Manuel Rodríguez Villegas, ismertebb nevén Manuel Rodríguez (1982. május 27. Tequixquiac, Mexikó –) mexikói regényíró, esszéista és építész. Ő készítette az első elektronikus nahuatl és más mexikói őslakos nyelvek szótárát.

## Munkássága
1999-ben a La Salle középiskola diákjaként kezdte meg tanulmányait Pachuca de Soto városában, majd építészetet tanult a mexikói Hidalgo államban található Instituto Tecnológico de Pachuca intézményben. 2007-ben csatlakozott a 	
Mexikói Autonóm Nemzeti Egyetem Építészeti és Várostervezési Intézetéhez. 2016-ban az UNAM fiatal kutatójaként posztgraduális diplomát szerzett a városi örökség újjáélesztése témakörben. Építészként 2011-ben a tequixquiaci Santiago Apóstol plébánia második helyreállítási munkálataiban vett részt, 2018-ban pedig César Rodríguezzel együtt az Eugenia León színház helyreállítási munkálataiban működött közre Tlalnepantla de Baz-ban. 
Első regénye 2023 májusában jelent meg A Szentföld gyümölcsei (Los frutos de Tierra Santa) címmel, mely Új-Spanyolország vidéki életét mutaja be.

## Művei
- Los frutos de Tierra Santa (2023)
- Caminito de los Andes (2024)
- La anciana del viento (2025)